# Cubocephalus
Cubocephalus är ett släkte av steklar som beskrevs av Julius Theodor Christian Ratzeburg 1848. Cubocephalus ingår i familjen brokparasitsteklar.

## Bildgalleri

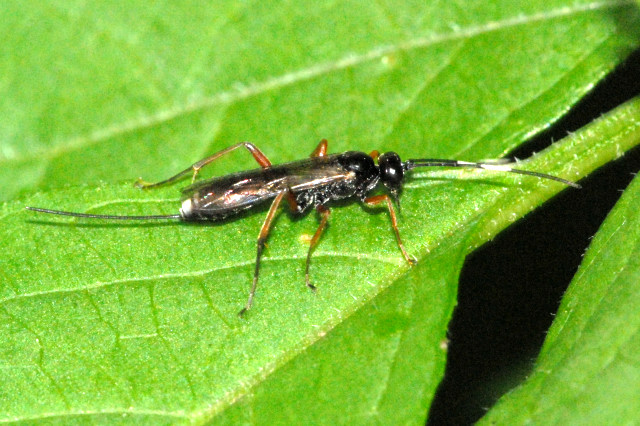

## Dottertaxa tillCubocephalus, i alfabetisk ordning[1][2]
- Cubocephalus alacris
- Cubocephalus alticola
- Cubocephalus anatorius
- Cubocephalus annectus
- Cubocephalus annulatus
- Cubocephalus annulitarsis
- Cubocephalus aquilonius
- Cubocephalus ardens
- Cubocephalus armillatus
- Cubocephalus ashmeadii
- Cubocephalus associator
- Cubocephalus atrator
- Cubocephalus atriclunis
- Cubocephalus baldaufii
- Cubocephalus brevicornis
- Cubocephalus caligneus
- Cubocephalus callicerus
- Cubocephalus carnosus
- Cubocephalus cincticornis
- Cubocephalus contractus
- Cubocephalus crassivalvus
- Cubocephalus denticulatus
- Cubocephalus distinctor
- Cubocephalus dreisbachi
- Cubocephalus erythrinus
- Cubocephalus euryops
- Cubocephalus femoralis
- Cubocephalus flavipes
- Cubocephalus fortipes
- Cubocephalus hebes
- Cubocephalus heiglii
- Cubocephalus hirtipes
- Cubocephalus impressus
- Cubocephalus incisus
- Cubocephalus incognitus
- Cubocephalus incurvator
- Cubocephalus inhabilis
- Cubocephalus insidiator
- Cubocephalus lacteator
- Cubocephalus lapponicus
- Cubocephalus laticeps
- Cubocephalus leucopygus
- Cubocephalus lissopleuris
- Cubocephalus longicauda
- Cubocephalus longicaudus
- Cubocephalus maurus
- Cubocephalus miarus
- Cubocephalus micans
- Cubocephalus minutor
- Cubocephalus mirabilis
- Cubocephalus molaris
- Cubocephalus montanus
- Cubocephalus nigriventris
- Cubocephalus occidentalis
- Cubocephalus oviventris
- Cubocephalus pallidus
- Cubocephalus pentagonalis
- Cubocephalus personatus
- Cubocephalus pictus
- Cubocephalus prolixus
- Cubocephalus rufibasis
- Cubocephalus scorteus
- Cubocephalus semifulvus
- Cubocephalus semirufus
- Cubocephalus septentrionalis
- Cubocephalus silesiacus
- Cubocephalus sperator
- Cubocephalus sternocerus
- Cubocephalus sternolophus
- Cubocephalus subpetiolatus
- Cubocephalus subpolitus
- Cubocephalus terebrator
- Cubocephalus thomsoni
- Cubocephalus tincticoxis